# I Cos d'Exèrcit (Bàndol republicà)
El I Cos d'Exèrcit va ser una formació militar pertanyent a l'Exèrcit Popular de la República que va lluitar durant la Guerra Civil Espanyola. Situat en el Front de Madrid, va participar en l'ofensiva de Segòvia i en el cop de Casado.

## Historial
El I Cos d'Exèrcit va ser creat el 22 de març de 1937, en el si de l'Exèrcit del Centre, agrupant les divisions 1a, 2a, 3a i 10a. Tenia el seu lloc de comandament en La Pedriza de Manzanares. Algunes forces pertanyents al I Cos d'Exèrcit van prendre part en l'ofensiva de Segòvia, al juny de 1937. No va tornar a intervenir en altres operacions rellevants.
Al març de 1939, quan es va produir el cop de Casado, forces del I Cos es van posicionar en contra de la facció «casadista» i van arribar a prendre diverses posicions claus en la capital. El comandant de la unitat, el coronel Luis Barceló, va dirigir la resistència contra les forces «casadistes». En poc temps la major part de Madrid va caure en mans de Barceló.
Després del final dels combats José Gallego Pérez va ser nomenat comandant del I Cos d'Exèrcit.

## Comandaments
Comandants
- coronel Domingo Moriones Larraga;[8]
- tinent coronel Luis Barceló Jover;
- tinent coronel José Gallego Pérez;

Comissaris
- Ramón Díaz Hervás, del PSOE;[9]
- Victorio Casado Fernández, del PSOE;

Caps d'Estat Major
- comandant d'Estat Major Ángel Lamas Arroyo;
- tinent coronel d'Estat Major Julio Suárez-Llanos Adriansens;[10]

## Ordre de batalla
| Data               | Exèrcit adscrit    | Divisions integrades | Front de batalla |
| Març de 1937       | Exèrcit del Centre | 1a, 2a, 3a i 10a     | Sierra de Madrid |
| Desembre de 1937   | Exèrcit del Centre | 1a, 2a, 3a i 69a     | Sierra de Madrid |
| Març-abril de 1938 | Exèrcit del Centre | 1a, 2a i 69a         | Sierra de Madrid |